# Fotogramas de Plata a la millor actriu de cinema
Els Fotogramas de Plata són uns premis que lliura anualment la revista cinematogràfica espanyola Fotogramas. Els premis a les pel·lícules —estrangeres i nacionals— són a càrrec de la crítica especialitzada i els concedits als intèrprets són triats pel públic.
El 5 de febrer de 1951 es van lliurar al Cinema Alexandra de Barcelona els primers Fotogramas de Plata, corresponents a 1950. Aquests premis van néixer com a Placas San Juan Bosco.
Les categories premiades han variat al llarg de les seves seixanta edicions, així com la manera de selecció i el nombre de candidats, no distingint-se fins a 1982 entre interpretació masculina i femenina en cinema, fins a 1990 en televisió i fins a 1996 en teatre.

## Dècada del 1980
| Guanyadora | Candidates                                                                                               | |
| 1982       | 1982 | 1982 |
| ---------- | --- | --- |
|            | Esperanza Roy per Juanita Narboni a Vida / Perra                                                         | - Ana Belén per Ana a Demonios en el jardín - Marta Fernández Muro per Queti a Laberinto de pasiones - Ángela Molina per Ángela a Demonios en el jardín - Sílvia Munt per Colometa a La plaça del Diamant |
| 1983       | | |
|            | Amparo Soler Leal per Doña María Antonia a Bearn o La sala de las muñecas                                | - Icíar Bollaín per Estrella a El sur - Assumpta Serna per Elena a Soldados de plomo - Julieta Serrano per Abadesa Julia a Entre tinieblas - Laura del Sol per Carmen a Carmen |
| 1984       | | |
|            | Carmen Maura (1) per Gloria a ¿Qué he hecho yo para merecer esto?                                        | - Victoria Abril per Manolita a Las bicicletas son para el verano / per Elena a La noche más hermosa / per Engracia Río abajo - Chus Lampreave per Abuela a ¿Qué he hecho yo para merecer esto? - Charo López per Dina a Últimas tardes con Teresa / per Laína a Epílogo - Terele Pávez per Régula a Los santos inocentes                                                                                                   |
| 1985       | | |
|            | Victoria Abril (1) per Saga a La hora bruja per Cardenala a Padre nuestro per Patty a La última solución | - Ana Belén per Mari Pili / Lota / Sul a La corte de Faraón / per Rosa a Sé infiel y no mires con quién - Charo López per Nuria Costa a Crimen de familia / per Mujer a Los paraísos perdidos / per Paloma a La vieja música - Carmen Maura per Sor Ana a Extramuros / per Carmen a Sé infiel y no mires con quién - Mercedes Sampietro per Sor Ángela a Extramuros                                                         |
| 1986       | | |
|            | Ángela Molina per Lola a Lola per Rosa a La mitad del cielo per Laura a El río de oro                    | - Victoria Abril per Dorita a Tiempo de silencio - Chus Lampreave per Doña Tránsito a El año de las luces / per Farmacéutica a Lulú de noche / per Pilar a Matador - Carmen Maura per Elvira a Tata mía / per Julia a Matador - Maribel Verdú per Maite a 27 horas / per María Jesús a El año de las luces |
| 1987       | | |
|            | Victoria Abril (2) per Verónica a Barrios altos per Chelo a El Lute: camina o revienta                   | - Ana Belén per Mari Gaila a Divinas palabras / per Adela a La casa de Bernarda Alba - Carmen Maura per Tina Quintero a La ley del deseo / per Carmen a Delirios de amor |
| 1988       | | |
|            | Carmen Maura (2) per Isabel Harris a Baton Rouge per Pepa a Mujeres al borde de un ataque de nervios     | - Victoria Abril per Ana Alonso a Baton Rouge / per Ada/Sara a El juego más divertido / per La Merche a El placer de matar - María Barranco per Candela a Mujeres al borde de un ataque de nervios / per Nati a Tu novia está loca - Chus Lampreave per Emilia a Espérame en el cielo / per Doña Petra a Miss Caribe / per Portera a Mujeres al borde de un ataque de nervios - Terele Pávez per Madre a Diario de invierno |
| 1989       | | |
|            | Victoria Abril (3) per Menchu / Ramona / Aurora Nin a Si te dicen que caí                                | - Rafaela Aparicio per Tinacia Mazón a El aire de un crimen / per Abuela a El mar y el tiempo / per Amanece, que no es poco - Verónica Forqué per Chusa a Bajarse al moro / per Bea a El baile del pato - Ángela Molina per Fernanda a Esquilache / per Pepita a Las cosas del querer |

## Dècada del 1990
| Guanyadora | Candidates | |
| 1990       | 1990 | 1990 |
| ---------- | --- | --- |
|            | Carmen Maura (3) per Carmela a ¡Ay, Carmela!                                                                                                 | - Victoria Abril per Gloria a A solas contigo / per Marina Osorio a ¡Átame! - María Barranco per Doña Inés en Don Juan, mi querido fantasma / per Ely a Las edades de Lulú - Emma Suárez per Hermana Gloria a A solas contigo / per Ana a Contra el viento / per Rocío en La blanca paloma / per Lola a La luna negra. |
| 1991       | | |
|            | Marisa Paredes per Becky del Páramo a Tacones lejanos                                                                                        | - Victoria Abril per Luisa a Amantes / per Rebeca Giner a Tacones lejanos / per Blanca Arauz a Sandino - Sílvia Munt per Carmen a Alas de mariposa - Maribel Verdú per Trini a Amantes |
| 1992       | | |
|            | Ariadna Gil per Sara Amo tu cama rica per Violeta a Belle Époque                                                                             | - Penélope Cruz per Silvia a Jamón, jamón / per Luz a Belle Époque - Carmen Maura per María García a Entre el cielo y la tierra / per Ana Luz a La reina anónima - Maribel Verdú per Rocío a Belle Époque |
| 1993       | | |
|            | Verónica Forqué per Kika a Kika per Gloria a ¿Por qué lo llaman amor cuando quieren decir sexo?                                              | - Victoria Abril per Luisa a Intruso - Emma Suárez per Lisa a La ardilla roja |
| 1994       | | |
|            | Ana Belén per Desideria Oliván a La pasión turca                                                                                             | - Penélope Cruz per Salomé en Alegre ma non troppo / per Lucía en Todo es mentira - Ruth Gabriel per Charo a Días contados |
| 1995       | | |
|            | Marisa Paredes (2) per Leo Macías a La flor de mi secreto                                                                                    | - Victoria Abril per Gloria a Nadie hablará de nosotras cuando hayamos muerto - Aitana Sánchez-Gijón per Amanda a Boca a boca / per Bárbara (John) a La ley de la frontera / per Victoria Aragón a Un paseo per las nubes                                                                                              |
| 1996       | | |
|            | Emma Suárez per Diana (condesa de Belflor) en El perro del hortelano per Ángela en Tierra per Julia Buendía en Tu nombre envenena mis sueños | - Terele Pávez per Celestina a La Celestina - Concha Velasco per Palmira a Más allá del jardín |
| 1997       | | |
|            | Ángela Molina (2) per Clara a Carne trémula Yocasta a Edipo alcalde                                                                          | - Aitana Sánchez-Gijón per Marie a La camarera del Titanic - Maribel Verdú per Marina a La buena estrella / per Paquita a Carreteras secundarias |
| 1998       | | |
|            | Penélope Cruz (1) per Macarena Granada a La niña de tus ojos                                                                                 | - Najwa Nimri per Ana a Los amantes del círculo polar - Aitana Sánchez-Gijón per Juanita a Sus ojos se cerraron y el mundo sigue andando |
| 1999       | | |
|            | Cecilia Roth per Manuela a Todo sobre mi madre                                                                                               | - María Galiana per Madre a Solas / per Dolores a Yerma - Aitana Sánchez-Gijón per Carmen a Celos / per Duquesa de Alba a Volavérunt |

## Dècada del 2000
| Guanyadora | Candidates | |
| 2000       | 2000 | 2000 |
| ---------- | --- | --- |
|            | Carmen Maura (4) per Concha a Carretera y manta per Julia a La comunidad per Madame Osmane a Le Harem de Madame Osmane | - Marta Belaustegui per Lola Junco a Gitano / per Marta a Marta y alrededores / per Marta a Las razones de mis amigos - Lydia Bosch per Julia a You're the One (una historia de entonces) |
| 2001       | | |
|            | Pilar López de Ayala per Juana, la loca a Juana la Loca                                                                | - Victoria Abril per Lola Nevado a Sin noticias de Dios - Paz Vega per Lucía a Lucía y el sexo / per Ángela a Sólo mía                                                                    |
| 2002       | | |
|            | Leonor Watling per Elvira a A mi madre le gustan las mujeres                                                           | - Paz Vega per Sonia a El otro lado de la cama - Mercedes Sampietro per Liliana Rovira a Lugares comunes                                                                                  |
| 2003       | | |
|            | Laia Marull per Pilar a Te doy mis ojos                                                                                | - Candela Peña per Carmen a Torremolinos 73 - Paz Vega per Carmen an Carmen |
| 2004       | | |
|            | Belén Rueda (1) per Julia a Mar adentro                                                                                | - Ana Belén per Hortensia a Cosas que hacen que la vida valga la pena - Pilar Bardem per María Zambrano a María querida                                                                   |
| 2005       | | |
|            | Candela Peña per Caye a Princesas                                                                                      | - Leonor Watling per Laura a Malas temporadas - Pilar López de Ayala per Maestra a Obaba                                                                                                  |
| 2006       | | |
|            | Penélope Cruz (2) per Raimunda a Volver                                                                                | - Carmen Maura per Irene a Volver - Maribel Verdú per Mercedes a El laberinto del fauno                                                                                                   |
| 2007       | | |
|            | Belén Rueda (2) per Laura a El orfanato                                                                                | - Blanca Portillo per Charo a Siete mesas de billar francés - Maribel Verdú per Ángela a Siete mesas de billar francés                                                                    |
| 2008       | | |
|            | Maribel Verdú (1) per Elena a Los girasoles ciegos                                                                     | - Penélope Cruz per María Elena a Vicky Cristina Barcelona - Marián Álvarez per Raquel a El millor de mi                                                                                  |
| 2009       | | |
|            | Penélope Cruz (3) per Lena a Los abrazos rotos                                                                         | - Blanca Portillo per Judit García a Los abrazos rotos - Maribel Verdú per Miranda a Tetro                                                                                                |

## Dècada del 2010
| Guanyadora | Candidates                                         | |
| 2010       | 2010                                               | 2010                                                                                                |
| ---------- | -------------------------------------------------- | --------------------------------------------------------------------------------------------------- |
|            | Elena Anaya (1) per Alba a Habitación en Roma      | - Carmen Machi per Nati a Que se mueran los feos - Belén Rueda per Julia a Los ojos de Julia        |
| 2011       |                                                    | |
|            | Elena Anaya (2) per Vera Cruz a La piel que habito | - Marta Etura per Clara a Mientras duermes - María León per Pepita a La voz dormida                 |
| 2012       |                                                    | |
|            | Maribel Verdú (2) per Encarna a Blancanieves       | - Belén Rueda per Mayka Villaverde a El cuerpo - Carmina Barrios per Carmina a Carmina o revienta   |
| 2013       |                                                    | |
|            | Inma Cuesta per Ruth a 3 bodas de más              | - Marian Álvarez per Ana a La herida - Aura Garrido per Ella a Stockholm                            |
| 2014       |                                                    | |
|            | Bárbara Lennie per Bárbara a Magical Girl          | - Macarena Gómez per Montse a Musarañas - Elena Anaya per Lupe a Todos están muertos                |
| 2015       |                                                    | |
|            | Penélope Cruz (4) per Magda a Ma ma                | - Inma Cuesta per Novia a La novia - Natalia de Molina per Rocío a Techo y comida                   |
| 2016       |                                                    | |
|            | Emma Suárez (2) per Julieta a Julieta.             | - Bárbara Lennie per María a María (y los demás). - Carmen Machi per Rosa a La puerta abierta.      |
| 2017       |                                                    | |
|            | Juana Acosta per Ana a Perfectos desconocidos.     | - Maribel Verdú per Carmen a Abracadabra. - Nathalie Poza per Carla a No sé decir adiós.            |
| 2018       |                                                    | |
|            | Penélope Cruz (5) per Laura a Todos lo saben.      | - Bárbara Lennie per Chiara a La enfermedad del domingo. - Najwa Nimri per Lila a Quién te cantará. |

## Estadístiques

### Actrius més premiades
- 5 premis: Penélope Cruz, de 7 candidatures
- 4 premis: Carmen Maura, de 9 candidatures
- 3 premis: Victoria Abril, de 11 candidatures
- 2 premis: Elena Anaya, de 3 candidatures
- 2 premis: Ángela Molina, de 4 candidatures
- 2 premis: Marisa Paredes, de 2 candidatures
- 2 premis: Belén Rueda, de 4 candidatures
- 2 premis: Emma Suárez, de 4 candidatures
- 2 premis: Maribel Verdú, de 10 candidatures

### Actrius més vegades candidates
- 11 candidatures: Victoria Abril (3 premis)
- 10 candidatures: Maribel Verdú (2 premis)
- 9 candidatures: Carmen Maura (4 premis)
- 8 candidatures: Penélope Cruz (4 premis)
- 5 candidatures: Ana Belén (1 premio)
- 4 candidatures: Ángela Molina (2 premis)
- 4 candidatures: Aitana Sánchez-Gijón (0 premis)
- 4 candidatures: Emma Suárez (2 premis)
- 3 candidatures: Elena Anaya (2 premis)
- 3 candidatures: Bárbara Lennie (1 premi)
- 3 candidatures: Chus Lampreave (0 premis)
- 3 candidatures: Terele Pávez (0 premis)
- 3 candidatures: Paz Vega (0 premis)